# Hohenzieritz
Hohenzieritz est une commune d'Allemagne dans le Land de Mecklembourg-Poméranie-Occidentale et l'arrondissement du Plateau des lacs mecklembourgeois.
Elle est surtout connue pour abriter le château de Hohenzieritz, ancienne résidence des grands-ducs de Mecklembourg-Strelitz, où mourut la reine Louise, le 19 juillet 1810.

## Municipalité
La commune regroupe les villages de Hohenzieritz, Prillwitz (connu par son pavillon de chasse de Prillwitz) et Zippelow.